# Dominik Hrbatý
Dominik Hrbatý (Bratislava, 4 januari 1978) is een voormalig professioneel tennisser uit Slowakije. Hrbatý is een rechtshandige speler en heeft als bijnaam "Dominator". Hij is een proftennisser sinds 1996. Zijn hoogst behaalde plaats is de 12e (op 18 oktober 2004).
Hrbatý's grootste prestatie tot nu toe, naast zijn 6 toernooizeges, was het behalen van de halve finale op het grandslamtoernooi Roland Garros in 1999. Hij verloor die van de uiteindelijke winnaar Andre Agassi. Hrbatý won tweemaal de Hopman Cup voor Slowakije, in 2005 samen met Daniela Hantuchová en in 2009 met Dominika Cibulková als partner.
Zowel tegen de Zwitser Roger Federer, als tegen de Spanjaard Rafael Nadal en de Schot Andy Murray heeft Hrbaty een positieve balans.

## Palmares

### Enkelspel
| Nr.                          | Datum            | Toernooi            | Ondergrond    | Tegenstander in finale | Score               | Details |
| ---------------------------- | ---------------- | ------------------- | ------------- | ---------------------- | ------------------- | ------- |
| Gewonnen finales             |                  |                     |               |                        |                     |         |
| 1.                           | 16 augustus 1998 | ATP San Marino      | Gravel        | Mariano Puerta         | 6-2, 7-5            | Details |
| 2.                           | 2 mei 1999       | ATP Praag           | Gravel        | Ctislav Doseděl        | 6-2, 6-2            | Details |
| 3.                           | 8 januari 2001   | ATP Auckland (1)    | Hardcourt     | Francisco Clavet       | 6-4, 2-6, 6-3       | Details |
| 4.                           | 11 januari 2004  | ATP Adelaide        | Hardcourt     | Michael Llodra         | 6-4, 6-0            | Details |
| 5.                           | 18 januari 2004  | ATP Auckland (2)    | Hardcourt     | Rafael Nadal           | 4-6, 6-2, 7-5       | Details |
| 6.                           | 29 februari 2004 | ATP Marseille       | Hardcourt (i) | Robin Söderling        | 4-6, 6-4, 6-4       | Details |
| Verloren finales             |                  |                     |               |                        |                     |         |
| 1.                           | 5 oktober 1997   | ATP Palermo         | Gravel        | Alberto Berasategui    | 4-6, 2-6            | Details |
| 2.                           | 23 april 2000    | ATP Monte Carlo     | Gravel        | Cédric Pioline         | 4-6, 6-7(3), 6-7(6) | Details |
| 3.                           | 12 november 2000 | ATP Sint-Petersburg | Hardcourt (i) | Marat Safin            | 6-2, 4-6, 4-6       | Details |
| 4.                           | 26 november 2000 | ATP Brighton        | Hardcourt (i) | Tim Henman             | 2-6, 2-6            | Details |
| 5.                           | 12 januari 2003  | ATP Auckland        | Hardcourt     | Gustavo Kuerten        | 3-6, 5-7            | Details |
| 6.                           | 23 mei 2004      | ATP Casablanca      | Gravel        | Santiago Ventura       | 3-6, 6-1, 4-6       | Details |
| 7.                           | 5 november 2006  | ATP Parijs          | Hardcourt (i) | Nikolaj Davydenko      | 1-6, 2-6, 2-6       | Details |
| Gewonnen finales challengers |                  |                     |               |                        |                     |         |
| 1.                           | 11 augustus 1996 | Pilzen              | Gravel        | Sergio Cortes          | 6-3, 6-2            |         |
| 2.                           | 20 oktober 1996  | Mallorca            | Gravel        | Dirk Dier              | 6-3, 6-2            |         |
| 3.                           | 18 mei 1997      | Kosice              | Gravel        | Nicolás Lapentti       | 6-4, 6-4            |         |
| 4.                           | 17 mei 1998      | Kosice              | Gravel        | Fernando Meligeni      | 7-5, 6-4            |         |
| 5.                           | 16 juni 2002     | Biella              | Gravel        | José Acasuso           | 6-4, 6-7(4), 6-4    |         |
| 6.                           | 13 november 2005 | Bratislava          | Hardcourt (i) | Daniele Bracciali      | 7-5, 6-1            |         |

### Dubbelspel
| Nr.                                       | Datum             | Toernooi            | Ondergrond    | Partner            | Tegenstanders in finale           | Score               | Details |
| ----------------------------------------- | ----------------- | ------------------- | ------------- | ------------------ | --------------------------------- | ------------------- | ------- |
| Gewonnen finales heren dubbel             |                   |                     |               |                    |                                   |                     |         |
| 1.                                        | 14 mei 2000       | ATP Rome            | Gravel        | Martin Damm        | Wayne Ferreira Jevgeni Kafelnikov | 6-4, 4-6, 6-3       | Details |
| 2.                                        | 16 september 2001 | ATP Tasjkent        | Hardcourt     | Julien Boutter     | Marius Barnard Jim Thomas         | 6-4, 3-6, [13-11]   | Details |
| Verloren finales heren dubbel             |                   |                     |               |                    |                                   |                     |         |
| 1.                                        | 27 juli 1997      | ATP Umag            | Gravel        | Karol Kučera       | Dinu Pescariu Davide Sanguinetti  | 6-7, 4-6            | Details |
| 2.                                        | 8 augustus 1998   | ATP Amsterdam       | Gravel        | Karol Kučera       | Jacco Eltingh Paul Haarhuis       | 3-6, 2-6            | Details |
| 3.                                        | 27 maart 2000     | ATP Miami           | Hardcourt     | Martin Damm        | Todd Woodbridge Mark Woodforde    | 3-6, 4-6            | Details |
| 4.                                        | 8 oktober 2000    | ATP Hongkong        | Hardcourt     | David Prinosil     | Wayne Black Kevin Ullyett         | 1-6, 2-6            | Details |
| 5.                                        | 29 oktober 2000   | ATP Bazel           | Tapijt (i)    | Roger Federer      | Donald Johnson Piet Norval        | 6-7(9), 6-4, 6-7(4) | Details |
| 6.                                        | 31 oktober 2004   | ATP Sint-Petersburg | Tapijt (i)    | Jaroslav Levinský  | Arnauld Clement Michael Llodra    | 3-6, 2-6            | Details |
| Gewonnen finales heren dubbel challengers |                   |                     |               |                    |                                   |                     |         |
| 1.                                        | 16 juni 2002      | Biella              | Gravel        | Giorgio Galimberti | Ashley Fisher Nathan Healey       | 3-6, 6-3, 7-5       |         |
| 2.                                        | 8 februari 2004   | Wrocław             | Hardcourt (i) | Michael Kohlmann   | Bartlomiej Dabrowski Łukasz Kubot | 7-5, 6-3            |         |
| 3.                                        | 6 juni 2004       | Prostejov           | Gravel        | Jaroslav Levinský  | Travis Parrott Tripp Phillips     | 6-4, 6-4            |         |
| 4.                                        | 26 april 2009     | Sofia               | Gravel        | David Škoch        | James Auckland Peter Luczak       | 6-2, 6-4            |         |

## Prestatietabel
| Legenda | Legenda                          |
| ------- | -------------------------------- |
| g.t.    | geen toernooi gehouden           |
| l.c.    | lagere categorie                 |
| –       | niet deelgenomen                 |
| G       | uitgeschakeld in de groepsfase   |
| 1R      | uitgeschakeld in de eerste ronde |
| 2R      | uitgeschakeld in de tweede ronde |
| 3R      | uitgeschakeld in de derde ronde  |
| 4R      | uitgeschakeld in de vierde ronde |
| KF      | uitgeschakeld in de kwartfinale  |
| HF      | uitgeschakeld in de halve finale |
| F       | de finale verloren               |
| W       | het toernooi gewonnen            |
| w-v     | winst/verlies-balans             |

### Prestatietabel grand slam, enkelspel
| Toernooi              | 1997   | 1998   | 1999   | 2000  | 2001   | 2002   | 2003   | 2004  | 2005   | 2006   | 2007   | 2008 | 2009   | Carrière w-v |
| --------------------- | ------ | ------ | ------ | ----- | ------ | ------ | ------ | ----- | ------ | ------ | ------ | ---- | ------ | ------------ |
| Grandslamtoernooien   |        |        |        |       |        |        |        |       |        |        |        |      |        |              |
| Australian Open       | 4R     | 1R     | 1R     | 1R    | KF     | 4R     | 1R     | 3R    | KF     | 4R     | 3R     | –    | 2R     | 22-12        |
| Roland Garros         | 1R     | 3R     | HF     | 2R    | 2R     | 1R     | 2R     | 2R    | 1R     | 3R     | 1R     | 1R   | –      | 13-12        |
| Wimbledon             | 1R     | 1R     | 1R     | 2R    | 1R     | 1R     | 1R     | 3R    | 2R     | 1R     | 1R     | 1R   | –      | 4-12         |
| US Open               | 1R     | 2R     | 1R     | 4R    | 2R     | 3R     | 2R     | KF    | 4R     | 1R     | 1R     | 1R   | –      | 15-12        |
| Winst-verlies         | 3-4    | 3-4    | 5-4    | 5-4   | 6-4    | 5-4    | 2-4    | 9-4   | 8-4    | 5-4    | 2-4    | 0-3  | 1-1    | 64-48        |
| Tennis Masters Cup    |        |        |        |       |        |        |        |       |        |        |        |      |        |              |
| ATP World Tour Finals | –      | –      | –      | –     | –      | –      | –      | –     | –      | –      | –      | –    | –      | 0-0          |
| ATP Masters 1000      |        |        |        |       |        |        |        |       |        |        |        |      |        |              |
| Indian Wells          | 1R     | 1R     | –      | 2R    | 1R     | 1R     | 1R     | 3R    | 2R     | 3R     | 2R     | –    | –      | 7-10         |
| Miami                 | 4R     | 2R     | KF     | 4R    | 3R     | 1R     | 1R     | 3R    | KF     | 2R     | 2R     | 1R   | –      | 15-12        |
| Monte Carlo           | 1R     | –      | 1R     | F     | 1R     | 2R     | 1R     | 1R    | 1R     | 2R     | 2R     | –    | –      | 8-10         |
| Rome                  | –      | –      | 2R     | KF    | 1R     | –      | 2R     | 1R    | KF     | 2R     | 1R     | –    | –      | 9-8          |
| Hamburg               | 1R     | 1R     | 1R     | 1R    | 1R     | –      | 1R     | 2R    | 3R     | 2R     | 1R     | –    | l.c.   | 4-10         |
| Madrid                | l.c.   | l.c.   | l.c.   | l.c.  | l.c.   | l.c.   | –      | –     | 2R     | 3R     | 2R     | –    | –      | 2-3          |
| Montréal/Toronto      | –      | –      | –      | –     | 2R     | 1R     | –      | 1R    | KF     | 2R     | 3R     | –    | –      | 7-6          |
| Cincinnati            | –      | –      | –      | 1R    | 2R     | 2R     | –      | 2R    | 3R     | 3R     | 1R     | –    | –      | 6-7          |
| Stuttgart             | –      | –      | 2R     | 2R    | 1R     | l.c.   | l.c.   | l.c.  | l.c.   | l.c.   | l.c.   | l.c. | l.c.   | 1-3          |
| Shanghai              | l.c.   | l.c.   | l.c.   | l.c.  | l.c.   | l.c.   | l.c.   | l.c.  | l.c.   | l.c.   | l.c.   | l.c. | –      | 0-0          |
| Parijs                | –      | –      | 1R     | 2R    | 2R     | 2R     | 2R     | 2R    | 3R     | F      | –      | –    | –      | 9-8          |
| Olympische Spelen     |        |        |        |       |        |        |        |       |        |        |        |      |        |              |
| Olympische Spelen     | n.v.t. | n.v.t. | n.v.t. | 1R    | n.v.t. | n.v.t. | n.v.t. | 2R    | n.v.t. | n.v.t. | n.v.t. | 2R   | n.v.t. | 2-3          |
| Statistieken          |        |        |        |       |        |        |        |       |        |        |        |      |        |              |
| Totaal aantal titels  | 0      | 1      | 1      | 0     | 1      | 0      | 0      | 3     | 0      | 0      | 0      | 0    | 0      | 6            |
| Totaal winst-verlies  | 27-23  | 34-29  | 38-32  | 44-29 | 31-30  | 23-29  | 26-26  | 42-26 | 43-26  | 32-28  | 10-21  | 5-9  | 4-7    | 359-318      |
| Eindejaarsranking     | 40     | 46     | 21     | 17    | 36     | 51     | 61     | 14    | 18     | 21     | 136    | 253  | 141    |              |

### Prestatietabel grand slam, dubbelspel
| Grandslamtoernooien   |        |       |        |        |        |       |        |        |        |      |         |
| Australian Open       | –      | 2R    | 1R     | –      | –      | 1R    | 1R     | 2R     | 1R     | –    | 2-6     |
| Roland Garros         | 1R     | 3R    | 1R     | 3R     | 1R     | 1R    | 1R     | 3R     | 1R     | 2R   | 7-10    |
| Wimbledon             | –      | 1R    | 1R     | –      | 3R     | 2R    | KF     | 1R     | 1R     | 1R   | 5-8     |
| US Open               | –      | 3R    | 2R     | 1R     | 1R     | 2R    | 2R     | 1R     | 1R     | 2R   | 6-9     |
| Winst-verlies         | 0-1    | 5-4   | 1-4    | 2-2    | 2-3    | 2-4   | 4-4    | 3-4    | 0-4    | 2-3  | 20-33   |
| Tennis Masters Cup    |        |       |        |        |        |       |        |        |        |      |         |
| ATP World Tour Finals | –      | –     | –      | –      | –      | –     | –      | –      | –      | –    | 0-0     |
| ATP Masters 1000      |        |       |        |        |        |       |        |        |        |      |         |
| Indian Wells          | –      | HF    | 2R     | –      | –      | –     | 1R     | 1R     | 1R     | –    | 4-5     |
| Miami                 | –      | F     | 3R     | 2R     | –      | –     | HF     | 1R     | 2R     | –    | 11-6    |
| Monte Carlo           | KF     | –     | 2R     | –      | –      | 1R    | 1R     | 1R     | 1R     | –    | 3-6     |
| Hamburg               | –      | 2R    | 1R     | –      | –      | 1R    | 1R     | 1R     | 1R     | –    | 1-6     |
| Rome                  | –      | W     | 1R     | –      | –      | –     | KF     | 1R     | 1R     | –    | 7-4     |
| Montréal/Toronto      | –      | –     | R      | 1R     | –      | KF    | 1R     | KF     | 1R     | –    | 4-6     |
| Cincinnati            | –      | KF    | 1R     | 1R     | –      | 2R    | 1R     | 2R     | 1R     | –    | 4-7     |
| Stuttgart             | KF     | 2R    | 2R     | l.c.   | l.c.   | l.c.  | l.c.   | l.c.   | l.c.   | l.c. | 4-3     |
| Madrid                | l.c.   | l.c.  | l.c.   | –      | –      | KF    | –      | –      | –      | –    | 1-1     |
| Parijs                | –      | 2R    | –      | –      | –      | KF    | HF     | –      | –      | –    | 3-3     |
| Olympische Spelen     |        |       |        |        |        |       |        |        |        |      |         |
| Olympische Spelen     | n.v.t. | KF    | n.v.t. | n.v.t. | n.v.t. | 1R    | n.v.t. | n.v.t. | n.v.t. | –    | 2-2     |
| Statistieken          |        |       |        |        |        |       |        |        |        |      |         |
| Totaal aantal titels  | 0      | 0     | 1      | 0      | 0      | 1     | 1      | 1      | 3      | 0    | 6       |
| Totaal winst-verlies  | 10-15  | 37-25 | 21-24  | 6-15   | 12-18  | 14-23 | 16-25  | 13-24  | 5-19   | 2-6  | 150-211 |
| Eindejaarsranking     | 145    | 16    | 58     | 127    | 65     | 55    | 38     | 70     | 280    | 209  |         |